# Lake Herbert (Alberta)
A Lake Herbert kis hegyi tó az Albertai Jasper Nemzeti Parkban, Kanadában, az Icefields Parkway mentén. Mint a Jasper Nemzeti Park része természetvédelmi terület, a világörökség része.
A tó a kanadai Sziklás-hegység lábánál fekszik. A környezetet az erózió alakította, elsősorban a gleccserek. A tavak a kb. hetvenmillió éve kiemelkedett, fiatal hegyvidéken fekszenek. A magasabb vidékekről gleccserek indulnak, táplálják a hegyi tavakat, folyókat. 
A változatos tájon a növényzetre is a sokféleség a jellemző. A völgyekben fenyő- és nyárfaerdők, feljebb havasi rétek találhatók. A réteket harangvirágok és hanga népesíti be, nyáron megterem a szamóca és az áfonya. Az olvadó havon keresztül a sárga gleccserliliom tör utat magának.
Állatvilága is változatos, 225 féle madár, és 53 féle emlős él ezen a tájon. Jellemző patásállata a jávorszarvas, ragadozók a medvék. Megtalálható itt a ritka szürkemedve, a grizzly, és gyakran felbukkan a feketemedve.
Kedvelt túrázó hely. Akár autóval, akár gyalogosan bejárható.